# Esteban Paredes
Esteban Efraín Paredes Quintanilla (Santiago de Chile, 1980. augusztus 1. –) chilei válogatott labdarúgó, jelenleg a Colo-Colo játékosa.

## Sikerei, díjai
Santiago Morning
- Chilei másodosztályú bajnok (1): 2005

Puerto Montt
- Chilei másodosztályú bajnok (1): 2002

Pachuca Juniors
- Mexikói harmadosztályú bajnok (1): 2004

Colo-Colo
- Chilei bajnok (1): 2009 (Clausura)

## Fordítás
Ez a szócikk részben vagy egészben  az   Esteban Paredes című angol Wikipédia-szócikk fordításán alapul.  Az eredeti cikk szerkesztőit annak laptörténete sorolja fel. Ez a jelzés csupán a megfogalmazás eredetét és a szerzői jogokat jelzi, nem szolgál a cikkben szereplő információk forrásmegjelöléseként.